# Металин (Вашингтон)
Металајн (енгл. Metaline) град је у америчкој савезној држави Вашингтон. По попису становништва из 2010. у њему је живело 173 становника.

## Демографија
Према попису становништва из 2010. у граду је живело 173 становника, што је 11 (6,8%) становника више него 2000. године.
| Група             | 2000.       | 2010.       |
| Белци             | 147 (90,7%) | 163 (94,2%) |
| Афроамериканци    | 0 (0,0%)    | 0 (0,0%)    |
| Азијати           | 0 (0,0%)    | 0 (0,0%)    |
| Хиспаноамериканци | 2 (1,2%)    | 4 (2,3%)    |
| Укупно            | 162         | 173         |